# Megumi Takase
Megumi Takase, född den 10 november 1990 i Abashiri, Japan, är en japansk fotbollsspelare som tog OS-silver i damfotbollsturneringen vid de olympiska fotbollsturneringarna 2012 i London. 